# Клаус Генерт
Клаус Генерт (нім. Klaus Hänert; 1 лютого 1918, Гіршберг — січень 2003) — німецький офіцер-підводник, капітан-лейтенант крігсмаріне.

## Біографія
3 квітня 1936 року вступив на флот. Після проходження навчання призначений вахтовим офіцером на есмінці «Теодор Рідель». З липня 1940 року — особистий ад'ютант командувача-адмірала військово-морської станції «Нордзе». З лютого 1941 року — вахтовий і торпедний офіцер на есмінці «Еріх Штайнбрінк». В січні-квітні 1942 року пройшов курс підводника. З травня 1942 року — 2-й, з липня — 1-й вахтовий офіцер на підводному човні U-68. З січня 1943 року — інструктор 2-ї навчальної дивізії підводних човнів. В квітні-травні 1943 року пройшов курс командира човна. З 28 липня 1943 року — командир U-550. 6 лютого 1944 року вийшов у свій перший і останній похід. 16 квітня потопив американський турбінний танкер Pan Pennsylvania водотоннажністю 11 017 тонн, який перевозив 140 000 барелів 80-октанового бензину і літак як палубний вантаж; 25 з 81 членів екіпажу танкера загинули. Того ж дня U-550 був потоплений в Північній Атлантиці східніше Нью-Йорка (40°09′ пн. ш. 69°44′ зх. д.) глибинними бомбами і артилерією американських ескортних міноносців «Ганді», «Петерсон» та «Джойс». 44 члени екіпажу загинули, 12 (включаючи Генерта) були врятовані і взяті в полон. 31 грудня 1947 року звільнений.

## Звання
- Кандидат в офіцери (3 квітня 1936)
- Морський кадет (10 вересня 1936)
- Фенріх-цур-зее (1 травня 1937)
- Оберфенріх-цур-зее (1 липня 1938)
- Лейтенант-цур-зее (1 жовтня 1938)
- Оберлейтенант-цур-зее (1 жовтня 1940)
- Капітан-лейтенант (1 лютого 1943)